# استرندکویست (مینه‌سوتا)
استرندکویست، مینه‌سوتا (به انگلیسی: Strandquist, Minnesota) یک شهر در ایالات متحده آمریکا است که در شهرستان مارشال واقع شده‌است.

## خصوصیات
استرندکویست ۰٫۶۷ کیلومترمربع مساحت و ۶۹ نفر جمعیت دارد و ۳۲۴ متر بالاتر از سطح دریا واقع شده‌است.